# The Power Within
The Power Within – piąty studyjny album brytyjskiego powermetalowego zespołu DragonForce, wydany 15 kwietnia 2012. Jest to również pierwszy album nagrany z nowym wokalistą Markiem Hudsonem, który dołączył do zespołu na początku 2011 roku.
Album został wydany w czterech wersjach: płyta CD, cyfrowa(do pobrania), longplay oraz limitowana.
18 lutego utwór "Fallen World" został udostępniony za darmo na stronie Metal Hammer i na stronie wydawcy Roadrunner Records

## Lista utworów
| 1.  | "Holding On"                 | 4:56  |
|     |                              |       |
| 2.  | "Fallen World"               | 4:09  |
|     |                              |       |
| 3.  | "Cry Thunder"                | 5:17  |
|     |                              |       |
| 4.  | "Give Me the Night"          | 4:29  |
|     |                              |       |
| 5.  | "Wings of Liberty"           | 7:22  |
|     |                              |       |
| 6.  | "Seasons"                    | 5:05  |
|     |                              |       |
| 7.  | "Heart of the Storm"         | 4:44  |
|     |                              |       |
| 8.  | "Die by the Sword"           | 4:26  |
|     |                              |       |
| 9.  | "Last Man Stands"            | 5:12  |
|     |                              |       |
| 10. | "Seasons (Acoustic Version)" | 4:26  |
|     |                              |       |
|     |                              | 50:06 |
|     |                              |       |

### Utwory bonusowe
Utwory na płycie winylowej
- Cry Thunder (Live Rehearsal) (5:13)
- Heart of the Storm (Alternative Chorus Version) (4:41)
- Avant La Tempête (Instrumental) (2:01)

Utwory w japońskiej edycji
- Power Of The Ninja Sword (Shadow Warriors cover)   (bonus w japońskiej edycji)[2]

## Twórcy
- Marc Hudson – śpiew
- Herman Li – gitara elektryczna
- Sam Totman – gitara elektryczna
- Vadim Pruzhanov – keyboard
- Dave Mackintosh – perkusja
- Frédéric Leclercq – gitara basowa

### Zaproszeni muzycy
- Emily Ovenden – wokal wspierający
- Clive Nolan – wokal wspierający